# Капонаго
Капонаго, Капонаґо (італ. Caponago) — муніципалітет в Італії, у регіоні Ломбардія,  провінція Монца і Бріанца.
Капонаго розташоване на відстані близько 480 км на північний захід від Рима, 19 км на північний схід від Мілана, 10 км на схід від Монци.
Населення — 5288 осіб (2014).
Щорічний фестиваль відбувається 16 лютого. Покровитель — Santa Giuliana di Nicomedia.

## Демографія
Населення за роками:

Станом на 1 січня 2023 року в муніципалітеті офіційно проживало 237 іноземців з 36 країн, серед них 66 громадян країн Євросоюзу та 17 громадян України.

## Сусідні муніципалітети
- Аграте-Бріанца
- Камб'яго
- Каругате
- Пессано-кон-Борнаго